# Convention de Chicago
Ne doit pas être confondu avec Traité de Chicago.
 Voir le traité sur Wikisource
La Convention relative à l'aviation civile internationale, signée le 7 décembre 1944 à Chicago, connue aussi sous le nom de convention de Chicago, a instauré l'Organisation de l'aviation civile internationale (OACI), agence spécialisée des Nations unies qui est chargée de la coordination et de la régulation du transport aérien international.
La convention de Chicago a 19 annexes.
Elle confirme la souveraineté nationale en matière de réglementation aérienne (des violations de l'espace aérien peuvent être interceptées militairement par l'armée du pays, mais une annexe demande de ne pas intercepter par les armes un avion civil sans certitude sur son intention d'agression et des concertations régionales sont possibles (en cours en Europe) et des zones d'exclusion aérienne (« No fly zone ») sont parfois provisoirement et localement établies dans le contexte de guerres dans un pays « ennemi » ou pour le protéger d'attaques d'un de ses pays ennemis ou pour protéger un couloir humanitaire, sous l'égide de l'ONU.

## Contenu
La convention :
- confirme la totale primauté des États en matière de régulation du transport aérien (un pays peut ainsi interdire le survol des centrales nucléaires et le Canada a pu créer des zones d'exclusion au-dessus des prisons, pour limiter le risque d'évasion par hélicoptère ) ;
- établit les règles de l'air, règles pour l'immatriculation des aéronefs, la sécurité ;
- précise les droits et devoirs des pays signataires en matière de droit aérien relatif au transport international par avion (avec le cas particulier plus complexe des avions militaires, et plus récemment des drones militaires ou civils).

## Annexe
Des documents ont ensuite été produits, présentés comme des annexes à la convention :
- Les « Libertés de l'air » (une dizaine) ;
- Les négociations  « Ciel ouvert » ; ce sont des accords de réciprocité, par exemple appliqués à l'ouverture de ligne, au cabotage aérien[5] ou à la taille des avions autorisés à atterrir, annexe de la convention est un outil pour ouvrir de nouvelles lignes internationales.

## Aménagements régionaux de la réglementation internationale
Il existe un projet de Ciel unique européen qui vise à augmenter la capacité du contrôle aérien en Europe et à homogénéiser les redevances demandées aux compagnies européennes, afin de permettre à la circulation aérienne de continuer à se développer dans de bonnes conditions de sécurité. Il s'agissait au départ d'un mode de gestion de l'espace aérien européen, mais qui semble évoluer. En 2014, il existe une coordination des tracés et du trafic sous l'égide d'Eurocontrol, et plusieurs règlements européens concernant l'aviation doivent être appliqués dans tous les pays européens (en particulier, les autorités de chaque Etat doivent être séparées du service du contrôle).
De nouvelles réglementations sont attendues (déjà effectives en France)[réf. nécessaire] concernant les vols de drones civils. En 2014, une Agence européenne de sécurité aérienne est compétente pour les objets volants (dont drones) de plus de 150 kg, alors que la réglementation nationale concerne les objets de moins de 150 kg).

## Enjeux
L'enjeu principal est celui de la sécurité aérienne et de la sécurité des pays, qui implique un certain contrôle d'organisations internationales sur les activités aériennes des États.
Des enjeux financiers existent et se développent, avec plus de 40 à 50 % du transport touristique et 35 % du commerce international en valeur (et non en tonnage ou nombre de personnes transportées)[Quand ?] ou la déréglementation du marché intérieur aux États-Unis.
La convention précise dans l'article 24 relatif aux droits de douane que le carburant contenu dans les réservoirs d’un avion à l'arrivée dans un pays ne peut pas être taxé. Par la suite, de nombreux pays signent des accords bilatéraux empêchant toute taxation du kérosène.

## Histoire
En 1919, une première convention, baptisée Convention portant réglementation de la navigation aérienne rassemblant 27 États avait été signée. Il s'agissait alors de la convention internationale établissant les règles de la circulation aérienne entre les pays. Cependant, celle-ci ne fut ratifiée que par 37 pays. Les États-Unis avaient alors refusé de l'intégrer car celle-ci dépendait de la Société des Nations à laquelle ils avaient refusé d'adhérer.
Pendant l'entre-deux-guerres, d'autres conventions avaient vu le jour avec plus ou moins de succès telles la convention de Madrid de 1926 à l'initiative de l'Espagne ou la convention de La Havane de 1928 par les États-Unis.
La fin de la Seconde Guerre mondiale approchant, l'idée d'une réglementation internationale comprenant le maximum d’États fut relancée. Ainsi une convention a été signée le 7 décembre 1944 à Chicago par 52 pays. Elle a reçu sa 26e ratification le 5 mars 1947 et est entrée en vigueur le 4 avril 1947. Depuis, le texte a été révisé neuf fois, en 1947, 1959, 1963, 1969, 1975, 1980, 1997, 2000 et en 2006. Aujourd'hui, 193 pays sont signataires.
Le document est identifié comme la doc 7300 de l'OACI. Il est écrit en quatre langues : anglais, français, espagnol et russe.
Le document original signé est conservé dans les Archives nationales des États-Unis.

## Sources